# Formel-1-Weltmeisterschaft 1989

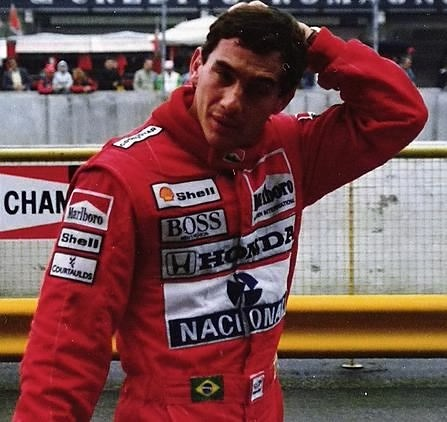
Titelverteidiger Ayrton Senna beim GP San Marino 1989

Die Formel-1-Weltmeisterschaft 1989 war die 40. Saison der Formel-1-Weltmeisterschaft. Sie wurde über 16 Rennen in der Zeit vom 26. März 1989 bis zum 5. November 1989 ausgetragen. Alain Prost gewann zum dritten Mal die Fahrerweltmeisterschaft. McLaren wurde zum fünften Mal Konstrukteursweltmeister und war auch nach dem Verbot der Turbomotoren unschlagbar. Die Überlegenheit war zwar nicht mehr so deutlich wie noch im Vorjahr, dennoch errangen die McLaren-Fahrer Prost und Senna erneut 15 von 16 Pole-Positions und gewannen zehn von 16 Rennen.

## Änderungen 1989

### Reglement
Das Jahr 1989 markierte hinsichtlich des technischen Reglements eine einschneidende Änderung: Turbomotoren wurden verboten, zulässig waren nur noch Saugmotoren mit 3.500 cm3 Hubraum. Die erste „Turbo-Ära“ war damit vorbei, und aufgeladene Motoren wurden erst wieder 2014 vorgeschrieben.
Vorgeschrieben wurden außerdem eine neue Mindesthöhe für Streckenbegrenzungen sowie Dopingkontrollen für die Fahrer.

### Rennstrecken
Die Länder, in denen Große Preise ausgetragen wurden, blieben gegenüber dem Vorjahr unverändert, allerdings tauschten der Große Preis der USA und der Große Preis von Kanada ihre Positionen innerhalb des Kalenders. Das Rennen in den USA wurde zudem vom Detroit Street Circuit, wo dieses Rennen seit 1982 jährlich stattgefunden hatte, auf den Phoenix Street Circuit in Arizona verlegt.

### Teams
Obwohl das Verbot von Turbomotoren ursprünglich ins Auge gefasst wurde, um eine Kostenexplosion zu vermeiden und die Formel 1 für neue Teams wieder attraktiver zu machen, debütierte mit Onyx Grand Prix im Jahr 1989 lediglich ein neuer Wettbewerber. Das italienische Formel-3000-Team First Racing, das mit dem First F189 ein eigenes Formel-1-Chassis konstruiert hatte, war ebenfalls gemeldet, zog die Meldung aber kurz vor Saisonbeginn zurück. Hinzu kam die Rückkehr von Brabham, die im Jahr 1988 nicht angetreten waren. Dennoch ging in diesem Jahr ein rekordverdächtiges Feld aus 20 Teams und 39 Fahrern an den Start, was darauf zurückzuführen war, dass bereits seit 1987 zahlreiche neue Teams hinzugekommen waren.
Daneben trat March nun unter dem Namen Leyton House an. Das japanische Unternehmen war zuvor bereits als Hauptsponsor des Teams aufgetreten, und nun hatte dessen Besitzer Akira Akagi auch den Rennstall aufgekauft.

### Motoren
Die Spitzenteams McLaren und Benetton führten ihre Motorenpartnerschaften mit Honda bzw. Ford auch in der Saugmotor-Ära weiter. Benetton erhielt dadurch den neuen Cosworth-HB-Motor in seiner ersten Generation, der in den Folgejahren weiterentwickelt und erst ab 1991 auch an Kunden vergeben wurde. Bei Williams debütierte ein neuer, exklusiver Zehnzylindermotor von Renault. Ebenfalls eine zunächst exklusive Neuentwicklung trieb die Fahrzeuge von Larrousse an: Ein unter dem Namen Lamborghini gemeldeter Zwölfzylindermotor. Auch das deutsche Zakspeed-Team, das bislang eigene Turbomotoren verwendet hatte, musste sich nach einem neuen Motorenpartner umsehen und erhielt die Unterstützung des japanischen Konzerns Yamaha, der mit einem eigens konstruierten Achtzylindermotor in die Formel 1 einstieg.
Die übrigen Teams griffen jeweils auf frei verfügbare Kundenmotoren von Ford (DFZ und DFR) und Judd zurück, wobei EuroBrun im zweiten Jahr seines Bestehens von Ford- zu Judd-Motoren wechselte. Auch Lotus, im Vorjahr noch mit Honda-Turbos ausgerüstet, musste sich nach dem Verlust der Unterstützung nach Kundenmotoren umsehen und wandte sich ebenfalls an Judd.
Ferrari und Lamborghini setzten als einzige Hersteller auf Zwölfzylindermotoren, Renault und Honda entwickelten auf neuartige Zehnzylindermotoren. In Hondas Fall war dies nur ein Zwischenschritt bis zur Fertigstellung von eigenen Zwölfzylindern, die schließlich zur Saison 1991 zur Verfügung standen. Die übrigen Motorenhersteller – Ford, Judd und Yamaha – setzten auf die bewährten Achtzylinder.

### Reifen
Mit der Rückkehr von Pirelli, die letztmals 1986 Reifen in die Formel 1 geliefert hatten, trat ein Konkurrent zu Goodyear auf den Plan. Allerdings ließen sich überwiegend kleinere Teams von dem italienischen Unternehmen beliefern, während die etablierten Teams weiterhin auf Goodyear setzten. Von den Pirelli-Teams konnte lediglich Brabham auf eine längere Rennhistorie zurückblicken.

### Technische Innovation
Die von Renault und Honda eingeführten Zehnzylindermotoren, die zuvor in der Formel 1 gänzlich unüblich waren, entwickelten sich in den Folgejahren zum optimalen Motorenkonzept – lediglich 1991 und 1994 wurde die Fahrer-Weltmeisterschaft mit einem Zwölf- bzw. Achtzylindermotor gewonnen. Ab 1998 schließlich verwendeten alle Formel-1-Teams V10-Motoren, bis 2006 ein neues Reglement V8-Motoren vorschrieb.
Im Ferrari 640 debütierte ein neuartiges halbautomatisches Getriebe, das die Piloten vom bisherigen Schaltvorgang mit Kupplung und Schalthebel befreite und die Gangwahl stattdessen über am Lenkrad befindliche Schaltwippen steuerte. Auch diese Technik, obgleich in dieser Saison noch höchst fehleranfällig, brachte entscheidende Leistungsvorteile und setzte sich mittelfristig durch. Letztmals kam ein manuelles Getriebe 1995 im Forti FG01 zum Einsatz.

### Fahrer
McLaren behielt seine erfolgreiche Fahrerpaarung aus Alain Prost und dem frischgebackenen Weltmeister Ayrton Senna bei. Bei den übrigen Spitzenteams gab es dagegen Bewegung: Nigel Mansell verließ Williams und wechselte zu Ferrari, deren bisheriger Fahrer Michele Alboreto zu Tyrrell zurückkehrte, für das er bereits 1981–1983 angetreten war. Mansells Platz bei Williams wurde vom vormaligen Benetton-Fahrer Thierry Boutsen eingenommen, an dessen Stelle dort mit Johnny Herbert ein Debütant trat.
Im Mittelfeld behielten Lotus, Arrows und March ihre Fahrerpaarungen bei, ebenso Larrousse. Einen nennenswerten Wechsel gab es beim neuen Onyx-Team, das den erfahrenen Stefan Johansson unter Vertrag nehmen konnte, der von Ligier kam und zuvor unter anderem für McLaren und Ferrari gefahren war. Auch das zweite Cockpit von BMS Scuderia Italia besetzte mit Andrea de Cesaris ein renommierter Fahrer.
Rial, Osella, Coloni, BMS Scuderia Italia und AGS, die zuvor mit jeweils einem Fahrzeug angetreten waren, brachten nunmehr zwei Fahrzeuge an den Start. EuroBrun dagegen reduzierte sein Engagement auf nurmehr nur noch ein einzelnes Fahrzeug.
Im Laufe der Saison ergaben sich einige Umbesetzungen. Alboreto schied bei Tyrrell nach sechs Rennen wegen Meinungsverschiedenheiten mit Teamchef Ken Tyrrell sowie Konflikten zwischen seinem persönlichen Sponsor Marlboro und dem Team-Sponsor Camel aus. Sein Ersatz wurde der Debütant Jean Alesi, dafür fand Alboreto in der zweiten Saisonhälfte einen Platz bei Larrousse, wo zuvor Yannick Dalmas und Éric Bernard gefahren waren. Auch Johnny Herbert wurde bei Benetton nach sechs Rennen entlassen, nachdem er aufgrund von Spätfolgen eines 1988 erlittenen F3000-Unfalls in den Rennen nach Ansicht der Teamleitung nur unbefriedigende Leistungen erbracht hatte. Herbert wurde hier mit Emanuele Pirro ebenfalls durch einen Neuling ersetzt. Von Wechseln geprägt war 1989 auch die Renngeschichte der Hinterbänkler-Teams Rial, AGS, EuroBrun, Onyx und Coloni.

## Teams und Fahrer
| Foto            | Team                                 | Chassis                        | Motor                                   | Reifen | Nr.                   | Stammfahrer           | Rennen          | Test-/ Ersatzfahrer                         |
| --------------- | ------------------------------------ | ------------------------------ | --------------------------------------- | ------ | --------------------- | --------------------- | --------------- | ------------------------------------------- |
| McLaren MP4/5   | Honda Marlboro McLaren               | McLaren MP4/5                  | Honda 3.5 V10                           | G      | 01                    | Ayrton Senna          | 1–16            | Jonathan Palmer Emanuele Pirro              |
| McLaren MP4/5   | Honda Marlboro McLaren               | McLaren MP4/5                  | Honda 3.5 V10                           | G      | 02                    | Alain Prost           | 1–16            | Jonathan Palmer Emanuele Pirro              |
| Tyrrell 018     | Tyrrell Racing Organisation          | Tyrrell 017B Tyrrell 018       | Ford Cosworth DFR 3.5 V8                | G      | 03                    | Jonathan Palmer       | 1–16            | n/a                                         |
| Tyrrell 018     | Tyrrell Racing Organisation          | Tyrrell 017B Tyrrell 018       | Ford Cosworth DFR 3.5 V8                | G      | 04                    | Michele Alboreto      | 1–6             | n/a                                         |
| Tyrrell 018     | Tyrrell Racing Organisation          | Tyrrell 017B Tyrrell 018       | Ford Cosworth DFR 3.5 V8                | G      | 04                    | Jean Alesi            | 7–10, 12, 14–16 | n/a                                         |
| Tyrrell 018     | Tyrrell Racing Organisation          | Tyrrell 017B Tyrrell 018       | Ford Cosworth DFR 3.5 V8                | G      | 04                    | Johnny Herbert        | 11, 13          | n/a                                         |
| Williams FW12C  | Canon Williams Team                  | Williams FW12C Williams FW13   | Renault 3.5 V10                         | G      | 05                    | Thierry Boutsen       | 1–16            | Mark Blundell                               |
| Williams FW12C  | Canon Williams Team                  | Williams FW12C Williams FW13   | Renault 3.5 V10                         | G      | 06                    | Riccardo Patrese      | 1–16            | Mark Blundell                               |
| Brabham BT58    | Motor Racing Developments            | Brabham BT58                   | Judd 3.5 V8                             | P      | 07                    | Martin Brundle        | 1–16            | n/a                                         |
| Brabham BT58    | Motor Racing Developments            | Brabham BT58                   | Judd 3.5 V8                             | P      | 08                    | Stefano Modena        | 1–16            | n/a                                         |
| Arrows A11      | Arrows Grand Prix International      | Arrows A11                     | Ford Cosworth DFR 3.5 V8                | G      | 09                    | Derek Warwick         | 1–6, 8–16       | n/a                                         |
| Arrows A11      | Arrows Grand Prix International      | Arrows A11                     | Ford Cosworth DFR 3.5 V8                | G      | 09                    | Martin Donnelly       | 7               | n/a                                         |
| Arrows A11      | Arrows Grand Prix International      | Arrows A11                     | Ford Cosworth DFR 3.5 V8                | G      | 10                    | Eddie Cheever         | 1–16            | n/a                                         |
| Lotus 101       | Camel Team Lotus                     | Lotus 101                      | Judd 3.5 V8                             | G      | 11                    | Nelson Piquet         | 1–16            | Martin Donnelly                             |
| Lotus 101       | Camel Team Lotus                     | Lotus 101                      | Judd 3.5 V8                             | G      | 12                    | Satoru Nakajima       | 1–16            | Martin Donnelly                             |
| March CG891     | Leyton House March Racing Team       | March 881 March CG891          | Judd 3.5 V8                             | G      | 15                    | Maurício Gugelmin     | 1–16            | Bruno Giacomelli                            |
| March CG891     | Leyton House March Racing Team       | March 881 March CG891          | Judd 3.5 V8                             | G      | 16                    | Ivan Capelli          | 1–16            | Bruno Giacomelli                            |
|                 | Osella Squadra Corse                 | Osella FA1M-89                 | Ford Cosworth DFR 3.5 V8                | P      | 17                    | Nicola Larini         | 1–16            | n/a                                         |
| 18              | Osella Squadra Corse                 | Osella FA1M-89                 | Ford Cosworth DFR 3.5 V8                | P      | Piercarlo Ghinzani    | 1–16                  |                 | n/a                                         |
| Benetton B188   | Benetton Formula Ltd.                | Benetton B188 Benetton B189    | Ford Cosworth DFR 3.5 V8 Ford HB 3.5 V8 | G      | 19                    | Alessandro Nannini    | 1–16            | Gary Brabham Johnny Dumfries Johnny Herbert |
| Benetton B188   | Benetton Formula Ltd.                | Benetton B188 Benetton B189    | Ford Cosworth DFR 3.5 V8 Ford HB 3.5 V8 | G      | 20                    | Johnny Herbert        | 1–6             | Gary Brabham Johnny Dumfries Johnny Herbert |
| Benetton B188   | Benetton Formula Ltd.                | Benetton B188 Benetton B189    | Ford Cosworth DFR 3.5 V8 Ford HB 3.5 V8 | G      | 20                    | Emanuele Pirro        | 7–16            | Gary Brabham Johnny Dumfries Johnny Herbert |
| Dallara BMS 189 | BMS Scuderia Italia                  | Dallara BMS 189                | Ford Cosworth DFR 3.5 V8                | P      | 21                    | Alex Caffi            | 1–16            | n/a                                         |
| Dallara BMS 189 | BMS Scuderia Italia                  | Dallara BMS 189                | Ford Cosworth DFR 3.5 V8                | P      | 22                    | Andrea de Cesaris     | 1–16            | n/a                                         |
| Minardi M189    | Minardi Team SpA                     | Minardi M188B Minardi M189     | Ford Cosworth DFR 3.5 V8                | P      | 23                    | Pierluigi Martini     | 1–14, 16        | Paolo Barilla                               |
| Minardi M189    | Minardi Team SpA                     | Minardi M188B Minardi M189     | Ford Cosworth DFR 3.5 V8                | P      | 23                    | Paolo Barilla         | 15              | Paolo Barilla                               |
| Minardi M189    | Minardi Team SpA                     | Minardi M188B Minardi M189     | Ford Cosworth DFR 3.5 V8                | P      | 24                    | Luis Pérez-Sala       | 1–16            | Paolo Barilla                               |
| Ligier JS33     | Ligier Loto                          | Ligier JS33                    | Ford Cosworth DFR 3.5 V8                | G      | 25                    | René Arnoux           | 1–16            | n/a                                         |
| Ligier JS33     | Ligier Loto                          | Ligier JS33                    | Ford Cosworth DFR 3.5 V8                | G      | 26                    | Olivier Grouillard    | 1–16            | n/a                                         |
| Ferrari 640     | Scuderia Ferrari SpA SEFAC           | Ferrari 640                    | Ferrari 3.5 V12                         | G      | 27                    | Nigel Mansell         | 1–13, 15–16     | JJ Lehto Gianni Morbidelli Roberto Moreno   |
| Ferrari 640     | Scuderia Ferrari SpA SEFAC           | Ferrari 640                    | Ferrari 3.5 V12                         | G      | 28                    | Gerhard Berger        | 1, 2, 4–16      | JJ Lehto Gianni Morbidelli Roberto Moreno   |
| Lola LC89       | Larrousse Calmels Equipe Larrousse   | Lola LC88B Lola LC89           | Lamborghini 3.5 V12                     | G      | 29                    | Yannick Dalmas        | 1–6             | n/a                                         |
| Lola LC89       | Larrousse Calmels Equipe Larrousse   | Lola LC88B Lola LC89           | Lamborghini 3.5 V12                     | G      | 29                    | Éric Bernard          | 7, 8            | n/a                                         |
| Lola LC89       | Larrousse Calmels Equipe Larrousse   | Lola LC88B Lola LC89           | Lamborghini 3.5 V12                     | G      | 29                    | Michele Alboreto      | 9–16            | n/a                                         |
| Lola LC89       | Larrousse Calmels Equipe Larrousse   | Lola LC88B Lola LC89           | Lamborghini 3.5 V12                     | G      | 30                    | Philippe Alliot       | 1–16            | n/a                                         |
| Coloni FC188B   | Coloni SpA                           | Coloni FC188B Coloni C3        | Ford Cosworth DFR 3.5 V8                | P      | 31                    | Roberto Moreno        | 1–16            | n/a                                         |
| Coloni FC188B   | Coloni SpA                           | Coloni FC188B Coloni C3        | Ford Cosworth DFR 3.5 V8                | P      | 32                    | Pierre-Henri Raphanel | 1–10            | n/a                                         |
| Coloni FC188B   | Coloni SpA                           | Coloni FC188B Coloni C3        | Ford Cosworth DFR 3.5 V8                | P      | 32                    | Enrico Bertaggia      | 11–16           | n/a                                         |
| EuroBrun ER189  | EuroBrun Racing                      | EuroBrun ER188B EuroBrun ER189 | Judd CV 3.5 V8                          | P      | 33                    | Gregor Foitek         | 1–11            | n/a                                         |
| EuroBrun ER189  | EuroBrun Racing                      | EuroBrun ER188B EuroBrun ER189 | Judd CV 3.5 V8                          | P      | 33                    | Oscar Larrauri        | 12–16           | n/a                                         |
| Zakspeed 891    | West Zakspeed Racing                 | Zakspeed 891                   | Yamaha 3.5 V8                           | P      | 34                    | Bernd Schneider       | 1–16            | n/a                                         |
| Zakspeed 891    | West Zakspeed Racing                 | Zakspeed 891                   | Yamaha 3.5 V8                           | P      | 35                    | Aguri Suzuki          | 1–16            | n/a                                         |
| Onyx ORE-1      | Moneytron Onyx Formula One           | Onyx ORE-1                     | Ford Cosworth DFR 3.5 V8                | G      | 36                    | Stefan Johansson      | 1–16            | n/a                                         |
| Onyx ORE-1      | Moneytron Onyx Formula One           | Onyx ORE-1                     | Ford Cosworth DFR 3.5 V8                | G      | 37                    | Bertrand Gachot       | 1–12            | n/a                                         |
| Onyx ORE-1      | Moneytron Onyx Formula One           | Onyx ORE-1                     | Ford Cosworth DFR 3.5 V8                | G      | 37                    | JJ Lehto              | 13–16           | n/a                                         |
|                 | Rial Racing                          | Rial ARC2                      | Ford Cosworth DFR 3.5 V8                | G      | 38                    | Christian Danner      | 1–13            | n/a                                         |
| Gregor Foitek   | Rial Racing                          | Rial ARC2                      | Ford Cosworth DFR 3.5 V8                | G      | 38                    | 14                    |                 | n/a                                         |
| Bertrand Gachot | Rial Racing                          | Rial ARC2                      | Ford Cosworth DFR 3.5 V8                | G      | 38                    | 15, 16                |                 | n/a                                         |
| 39              | Rial Racing                          | Rial ARC2                      | Ford Cosworth DFR 3.5 V8                | G      | Volker Weidler        | 1–10                  |                 | n/a                                         |
| 39              | Rial Racing                          | Rial ARC2                      | Ford Cosworth DFR 3.5 V8                | G      | Pierre-Henri Raphanel | 11–16                 |                 | n/a                                         |
| AGS JH23        | Automobiles Gonfaronnaises Sportives | AGS JH23B AGS JH24             | Ford Cosworth DFR 3.5 V8                | G      | 40                    | Philippe Streiff      | 1               | n/a                                         |
| AGS JH23        | Automobiles Gonfaronnaises Sportives | AGS JH23B AGS JH24             | Ford Cosworth DFR 3.5 V8                | G      | 40                    | Gabriele Tarquini     | 2–16            | n/a                                         |
| AGS JH23        | Automobiles Gonfaronnaises Sportives | AGS JH23B AGS JH24             | Ford Cosworth DFR 3.5 V8                | G      | 41                    | Joachim Winkelhock    | 1–7             | n/a                                         |
| AGS JH23        | Automobiles Gonfaronnaises Sportives | AGS JH23B AGS JH24             | Ford Cosworth DFR 3.5 V8                | G      | 41                    | Yannick Dalmas        | 8–16            | n/a                                         |

1. ↑  Streiff verletzte sich bei einem Unfall kurz vor dem ersten Rennen so schwer, dass er seitdem querschnittgelähmt ist. Für das erste Rennen blieb er jedoch gemeldet.

## Rennkalender
| Nr. | Datum         | Grand Prix (Strecke)           | Distanz (km) | Sieger                             | Zweiter                             | Dritter                             | Pole- Position                      | Schnellste Rennrunde                | Gesamtführender Fahrer       | Gesamtführender Konstrukteur |
| --- | ------------- | ------------------------------ | ------------ | ---------------------------------- | ----------------------------------- | ----------------------------------- | ----------------------------------- | ----------------------------------- | ---------------------------- | ---------------------------- |
| 01  | 26. März      | Brasilien (Jacarepaguá)        | 306,891      | Nigel Mansell (Ferrari)            | Alain Prost (McLaren-Honda)         | Maurício Gugelmin (March-Judd)      | Ayrton Senna (McLaren-Honda)        | Riccardo Patrese (Williams-Renault) | Nigel Mansell (Ferrari)      | Ferrari                      |
| 02  | 23. April     | San Marino (Imola)             | 292,320      | Ayrton Senna (McLaren-Honda)       | Alain Prost (McLaren-Honda)         | Alessandro Nannini (Benetton-Ford)  | Ayrton Senna (McLaren-Honda)        | Alain Prost (McLaren-Honda)         | Alain Prost (McLaren-Honda)  | McLaren-Honda                |
| 03  | 7. Mai        | Monaco (Monte Carlo)           | 256,256      | Ayrton Senna (McLaren-Honda)       | Alain Prost (McLaren-Honda)         | Stefano Modena (Brabham-Judd)       | Ayrton Senna (McLaren-Honda)        | Alain Prost (McLaren-Honda)         | Ayrton Senna (McLaren-Honda) | McLaren-Honda                |
| 04  | 28. Mai       | Mexiko (Mexiko-Stadt)          | 305,049      | Ayrton Senna (McLaren-Honda)       | Riccardo Patrese (Williams-Renault) | Michele Alboreto (Tyrrell-Ford)     | Ayrton Senna (McLaren-Honda)        | Nigel Mansell (Ferrari)             | Ayrton Senna (McLaren-Honda) | McLaren-Honda                |
| 05  | 4. Juni       | USA (Phoenix)                  | 284,850      | Alain Prost (McLaren-Honda)        | Riccardo Patrese (Williams-Renault) | Eddie Cheever (Arrows-Ford)         | Ayrton Senna (McLaren-Honda)        | Ayrton Senna (McLaren-Honda)        | Alain Prost (McLaren-Honda)  | McLaren-Honda                |
| 06  | 18. Juni      | Kanada (Montréal)              | 302,910      | Thierry Boutsen (Williams-Renault) | Riccardo Patrese (Williams-Renault) | Andrea de Cesaris (Dallara-Ford)    | Alain Prost (McLaren-Honda)         | Jonathan Palmer (Tyrrell-Ford)      | Alain Prost (McLaren-Honda)  | McLaren-Honda                |
| 07  | 9. Juli       | Frankreich (Le Castellet)      | 305,040      | Alain Prost (McLaren-Honda)        | Nigel Mansell (Ferrari)             | Riccardo Patrese (Williams-Renault) | Alain Prost (McLaren-Honda)         | Maurício Gugelmin (March-Judd)      | Alain Prost (McLaren-Honda)  | McLaren-Honda                |
| 08  | 16. Juli      | Großbritannien (Silverstone)   | 305,792      | Alain Prost (McLaren-Honda)        | Nigel Mansell (Ferrari)             | Alessandro Nannini (Benetton-Ford)  | Ayrton Senna (McLaren-Honda)        | Nigel Mansell (Ferrari)             | Alain Prost (McLaren-Honda)  | McLaren-Honda                |
| 09  | 30. Juli      | Deutschland (Hockenheim)       | 305,865      | Ayrton Senna (McLaren-Honda)       | Alain Prost (McLaren-Honda)         | Nigel Mansell (Ferrari)             | Ayrton Senna (McLaren-Honda)        | Ayrton Senna (McLaren-Honda)        | Alain Prost (McLaren-Honda)  | McLaren-Honda                |
| 10  | 13. August    | Ungarn (Mogyoród)              | 305,536      | Nigel Mansell (Ferrari)            | Ayrton Senna (McLaren-Honda)        | Thierry Boutsen (Williams-Renault)  | Riccardo Patrese (Williams-Renault) | Nigel Mansell (Ferrari)             | Alain Prost (McLaren-Honda)  | McLaren-Honda                |
| 11  | 27. August    | Belgien (Spa-Francorchamps)    | 305,360      | Ayrton Senna (McLaren-Honda)       | Alain Prost (McLaren-Honda)         | Nigel Mansell (Ferrari)             | Ayrton Senna (McLaren-Honda)        | Alain Prost (McLaren-Honda)         | Alain Prost (McLaren-Honda)  | McLaren-Honda                |
| 12  | 10. September | Italien (Monza)                | 307,400      | Alain Prost (McLaren-Honda)        | Gerhard Berger (Ferrari)            | Thierry Boutsen (Williams-Renault)  | Ayrton Senna (McLaren-Honda)        | Alain Prost (McLaren-Honda)         | Alain Prost (McLaren-Honda)  | McLaren-Honda                |
| 13  | 24. September | Portugal (Estoril)             | 308,850      | Gerhard Berger (Ferrari)           | Alain Prost (McLaren-Honda)         | Stefan Johansson (Onyx-Ford)        | Ayrton Senna (McLaren-Honda)        | Gerhard Berger (Ferrari)            | Alain Prost (McLaren-Honda)  | McLaren-Honda                |
| 14  | 1. Oktober    | Spanien (Jerez de la Frontera) | 307,914      | Ayrton Senna (McLaren-Honda)       | Gerhard Berger (Ferrari)            | Alain Prost (McLaren-Honda)         | Ayrton Senna (McLaren-Honda)        | Ayrton Senna (McLaren-Honda)        | Alain Prost (McLaren-Honda)  | McLaren-Honda                |
| 15  | 22. Oktober   | Japan (Suzuka)                 | 310,527      | Alessandro Nannini (Benetton-Ford) | Riccardo Patrese (Williams-Renault) | Thierry Boutsen (Williams-Renault)  | Ayrton Senna (McLaren-Honda)        | Alain Prost (McLaren-Honda)         | Alain Prost (McLaren-Honda)  | McLaren-Honda                |
| 16  | 5. November   | Australien (Adelaide)          | 264,600      | Thierry Boutsen (Williams-Renault) | Alessandro Nannini (Benetton-Ford)  | Riccardo Patrese (Williams-Renault) | Ayrton Senna (McLaren-Honda)        | Satoru Nakajima (Lotus-Judd)        | Alain Prost (McLaren-Honda)  | McLaren-Honda                |

## Rennberichte

### Großer Preis von Brasilien
| Platz | Fahrer            | Team             | Zeit        |
| ----- | ----------------- | ---------------- | ----------- |
| 1     | Nigel Mansell     | Ferrari          | 1:38:58,744 |
| 2     | Alain Prost       | McLaren-Honda    | + 7,809     |
| 3     | Maurício Gugelmin | March-Judd       | + 9,370     |
| PP    | Ayrton Senna      | McLaren-Honda    | 1:25,302    |
| SR    | Riccardo Patrese  | Williams-Renault | 1:32,507    |

Der Große Preis von Brasilien auf dem Autódromo Internacional Nelson Piquet in Jacarepaguá, einem Vorort von Rio de Janeiro in Brasilien fand am 26. März 1989 statt und ging über 61 Runden (306,9 km).
Trainings-Bester wurde Ayrton Senna (McLaren) vor Riccardo Patrese und Gerhard Berger.
Nach einer Startkollision zwischen Berger und Senna war für Berger das Rennen beendet, Senna konnte es nach zwei Boxenstopps als Letzter fortsetzen. Patrese übernahm die Führung, fiel aber später mit Motorschaden aus. Anschließend lag Prost in Führung, kam aber wegen eines Kupplungsdefekts nicht zu seinem zweiten Boxenstopp, da er befürchtete, nicht mehr losfahren zu können und musste sich auf abbauenden Reifen Nigel Mansell geschlagen geben. Er konnte den zweiten Platz vor dem aufholenden Maurício Gugelmin ins Ziel retten.

### Großer Preis von San Marino
| Platz | Fahrer             | Team          | Zeit        |
| ----- | ------------------ | ------------- | ----------- |
| 1     | Ayrton Senna       | McLaren-Honda | 1:26:51,245 |
| 2     | Alain Prost        | McLaren-Honda | + 40,225    |
| 3     | Alessandro Nannini | Benetton-Ford | + 1 Runde   |
| PP    | Ayrton Senna       | McLaren-Honda | 1:26,010    |
| SR    | Alain Prost        | McLaren-Honda | 1:26,795    |

Der Große Preis von San Marino in Imola fand am 23. April 1989 statt und ging über 58 Runden (292,3 km).
Die Pole-Position erreichte Ayrton Senna (McLaren) vor seinem Teamkollegen Alain Prost. Dritter wurde Nigel Mansell mit bereits mehr als 1,5 Sekunden Rückstand.
Diese Reihenfolge blieb auch nach dem Start bestehen. In Runde vier wurde das Rennen nach einem schweren Unfall von Gerhard Berger in der Tamburello-Kurve abgebrochen. Nach rund einer Stunde folgte der Neustart, die Renndistanz wurde von 61 auf 58 Runden verkürzt. Nach dem Neustart dominierten Senna und Prost das Rennen und fuhren einen ungefährdeten Doppelsieg heraus, sämtliche anderen Piloten wurden überrundet.

### Großer Preis von Monaco
| Platz | Fahrer         | Team          | Zeit        |
| ----- | -------------- | ------------- | ----------- |
| 1     | Ayrton Senna   | McLaren-Honda | 1:53:33,251 |
| 2     | Alain Prost    | McLaren-Honda | + 52,529    |
| 3     | Stefano Modena | Brabham-Judd  | + 1 Runde   |
| PP    | Ayrton Senna   | McLaren-Honda | 1:22,308    |
| SR    | Alain Prost    | McLaren-Honda | 1:25,501    |

Der Große Preis von Monaco in Monte Carlo fand am 7. Mai 1989 statt und ging über 77 Runden (256,3 km).
Trainings-Bester wurde Ayrton Senna (McLaren) mit mehr als einer Sekunde vor Alain Prost und mehr als zwei Sekunden vor Williams-Pilot Thierry Boutsen.
Auch das Rennen dominierten die beiden McLaren-Piloten, Senna gewann klar vor Prost. Der Drittplatzierte Stefano Modena hatte bereits mehr als eine Runde Rückstand.

### Großer Preis von Mexiko
| Platz | Fahrer           | Team             | Zeit        |
| ----- | ---------------- | ---------------- | ----------- |
| 1     | Ayrton Senna     | McLaren-Honda    | 1:35:21,431 |
| 2     | Riccardo Patrese | Williams-Renault | + 15,560    |
| 3     | Michele Alboreto | Tyrrell-Ford     | + 31,254    |
| PP    | Ayrton Senna     | McLaren-Honda    | 1:17,786    |
| SR    | Nigel Mansell    | Ferrari          | 1:20,420    |

Der Große Preis von Mexiko in Mexiko-Stadt fand am 28. Mai 1989 statt und ging über eine Distanz von 69 Runden (305 km).
Die Pole-Position errang erneut Ayrton Senna (McLaren) vor seinem Teamkollegen Alain Prost und Nigel Mansell im Ferrari, der bereits mehr als eine Sekunde Rückstand hatte.
Das Rennen wurde bereits in der zweiten Runde nach einem Unfall von Stefano Modena unterbrochen. Senna errang einen ungefährdeten Sieg, nachdem zunächst Prost mit Reifenproblemen zurückgefallen und später Mansell mit Getriebeschaden ausgeschieden waren.

### Großer Preis der USA
| Platz | Fahrer           | Team             | Zeit        |
| ----- | ---------------- | ---------------- | ----------- |
| 1     | Alain Prost      | McLaren-Honda    | 2:01:33,133 |
| 2     | Riccardo Patrese | Williams-Renault | + 39,696    |
| 3     | Eddie Cheever    | Arrows-Ford      | + 43,210    |
| PP    | Ayrton Senna     | McLaren-Honda    | 1:30,108    |
| SR    | Ayrton Senna     | McLaren-Honda    | 1:33,969    |

Der Große Preis der USA auf dem Phoenix Street Circuit in Phoenix, Arizona fand am 4. Juni 1989 statt und ging statt über eine Distanz von 81 Runden nur über 75 Runden (284,9 km), da das Rennen nach Erreichen des 2-Stunden-Limits abgewunken wurde.
Trainings-Bester wurde Ayrton Senna (McLaren) mit rund 1,4 Sekunden vor seinem Teamkollegen Alain Prost. Es war seine achte Pole-Position in Folge. Drittplatzierter wurde Alessandro Nannini, der jedoch nach einem Unfall im Warm-up das Rennen bereits nach elf Runden mit Nackenproblemen aufgeben musste.
Das Rennen gewann Prost, nachdem Senna das Rennen nach einem unplanmäßigen Boxenstopp mit Problemen an der Zündung hatte aufgeben müssen. Mit Rang vier sicherte sich der vom letzten Startplatz ins Rennen gegangene Christian Danner im unterlegenen Rial das beste Resultat seiner Karriere.

### Großer Preis von Kanada
| Platz | Fahrer            | Team             | Zeit        |
| ----- | ----------------- | ---------------- | ----------- |
| 1     | Thierry Boutsen   | Williams-Renault | 2:01:24,073 |
| 2     | Riccardo Patrese  | Williams-Renault | + 30,007    |
| 3     | Andrea de Cesaris | Dallara-Ford     | + 1:36,649  |
| PP    | Alain Prost       | McLaren-Honda    | 1:20,973    |
| SR    | Jonathan Palmer   | Tyrrell-Ford     | 1:31,925    |

Der Große Preis von Kanada in Montreal fand am 10. Juni 1989 statt und ging über eine Distanz von 69 Runden (302,9 km).
Trainings-Bester wurde Alain Prost (McLaren) vor seinem Teamkollegen Ayrton Senna und Riccardo Patrese.
Der Rennstart erfolgte unter nassen Bedingungen, alle Fahrer starteten auf Regenreifen. Nachdem Prost bereits in der zweiten Runde mit defekter Radaufhängung hatte aufgeben müssen, übernahm Senna zunächst die Führung, wechselte aber bei abtrocknender Strecke bereits in Runde vier auf Slicks, sodass Patrese die Führung übernahm. Nachdem erneut Regen eingesetzt hatte, verlor Patrese, der Probleme mit seinen Regenreifen bekommen hatte, die Führung an Derek Warwick. Warwick musste vier Runden später mit Elektrikdefekt aufgeben, so dass Senna wieder die Spitze übernahm, jedoch drei Runden vor Rennende mit Motorschaden aufgeben musste. Da sich am Williams von Patrese der Unterboden gelöst hatte und er nur noch langsam fahren konnte, ging der Sieg an Thierry Boutsen.
Insgesamt wurden von 26 gestarteten Fahrern acht gewertet.

### Großer Preis von Frankreich
| Platz | Fahrer            | Team             | Zeit        |
| ----- | ----------------- | ---------------- | ----------- |
| 1     | Alain Prost       | McLaren-Honda    | 1:38,29.411 |
| 2     | Nigel Mansell     | Ferrari          | + 44,017    |
| 3     | Riccardo Patrese  | Williams-Renault | + 1:06,921  |
| PP    | Alain Prost       | McLaren-Honda    | 1:07,203    |
| SR    | Maurício Gugelmin | March-Judd       | 1:12,090    |

Der Große Preis von Frankreich auf dem Circuit Paul Ricard fand am 9. Juli 1989 statt und ging über eine Distanz von 80 Runden (305 km).
Die Pole-Position erreichte Alain Prost (McLaren) mit nur 0,025 Sekunden vor seinem Teamkollegen Ayrton Senna und 0,252 Sekunden vor Nigel Mansell. Dahinter lag Alessandro Nannini mit dem erstmals eingesetzten Benetton B189.
Nach dem Start gab es einen spektakulären Unfall, als Maurício Gugelmin sich bei der Anfahrt der ersten Kurve verbremste, den Williams von Thierry Boutsen traf, in die Luft katapultiert wurde und nach einem Überschlag das Heck von Mansells Wagen traf. Das Rennen wurde sofort abgebrochen.
Beim Neustart musste Mansell im Ersatzwagen aus der Boxengasse starten. Prost ging in Führung, Senna rollte nach wenigen Metern mit einem defekten Getriebe aus, so dass Prost zu einem ungefährdeten Start-Ziel-Sieg kam. Jean Alesi belegte bei seinem ersten Grand Prix einen vielbeachteten vierten Rang. Insgesamt wurden von 26 Fahrern 13 gewertet.
Alain Prost gab an diesem Wochenende bekannt, McLaren zum Saisonende zu verlassen.

### Großer Preis von Großbritannien
| Platz | Fahrer             | Team          | Zeit        |
| ----- | ------------------ | ------------- | ----------- |
| 1     | Alain Prost        | McLaren-Honda | 1:19:22,131 |
| 2     | Nigel Mansell      | Ferrari       | + 19,369    |
| 3     | Alessandro Nannini | Benetton-Ford | + 48,019    |
| PP    | Ayrton Senna       | McLaren-Honda | 1:09,099    |
| SR    | Nigel Mansell      | Ferrari       | 1:12,017    |

Der Große Preis von Großbritannien in Silverstone fand am 16. Juli 1989 statt und ging über eine Distanz von 64 Runden (305,8 km).
Trainings-Bester wurde Ayrton Senna (McLaren) knapp vor seinem Teamkollegen Alain Prost und Nigel Mansell im Ferrari.
Nachdem Senna in Runde 12 nach einem Unfall ausgeschieden war, führte Prost das Rennen knapp vor Mansell an. Nachdem ein Reifenschaden Mansell zu einem unplanmäßigen Boxenstopp gezwungen hatte, konnte Prost das Rennen kontrolliert gewinnen. Überraschend erreichten die Minardi-Piloten Pierluigi Martini und Luis Pérez-Sala die Plätze fünf und sechs, damit waren die Fahrer für die zweite Saisonhälfte von der Vorqualifikation befreit.
McLaren gab bei diesem Grand Prix bekannt, Gerhard Berger als Piloten für die kommende Saison verpflichtet zu haben.

### Großer Preis von Deutschland
| Platz | Fahrer        | Team          | Zeit        |
| ----- | ------------- | ------------- | ----------- |
| 1     | Ayrton Senna  | McLaren-Honda | 1:21:43,302 |
| 2     | Alain Prost   | McLaren-Honda | + 18,151    |
| 3     | Nigel Mansell | Ferrari       | + 1:23,254  |
| PP    | Ayrton Senna  | McLaren-Honda | 1:42,300    |
| SR    | Ayrton Senna  | McLaren-Honda | 1:45,884    |

Der Große Preis von Deutschland in Hockenheim fand am 30. Juli 1989 statt und ging über eine Distanz von 45 Runden (305,9 km).
Trainings-Bester wurde Ayrton Senna (McLaren) mit fast einer Sekunde vor Alain Prost, Nigel Mansell hatte auf Platz drei bereits mehr als 1,7 Sekunden Rückstand.
Beim Start ging Gerhard Berger in Führung, wurde aber bereits in der ersten Runde wieder von Senna und Prost überholt. In der 13. Runde schied Berger nach einem Unfall aufgrund eines Aufhängungsbruchs aus, so dass sein Teamkollege Mansell Platz drei übernahm. Nach einem Problem bei Sennas Boxenstopp, der rund 20 Sekunden verlor, lag Prost in Front, bis er drei Runden vor Schluss ein Getriebeproblem bekam und das Rennen ohne den sechsten Gang beenden musste. Senna konnte ihn überholen, Prost konnte noch Platz zwei ins Ziel retten, da Mansell beim Boxenstopp aufgrund einer verkanteten Zentralmutter viel Zeit verloren hatte.
Insgesamt wurden von 26 gestarteten Fahrern elf gewertet.

### Großer Preis von Ungarn
| Platz | Fahrer           | Team             | Zeit        |
| ----- | ---------------- | ---------------- | ----------- |
| 1     | Nigel Mansell    | Ferrari          | 1:49:38,650 |
| 2     | Ayrton Senna     | McLaren-Honda    | + 25,967    |
| 3     | Thierry Boutsen  | Williams-Renault | + 38,358    |
| PP    | Riccardo Patrese | Williams-Renault | 1:19,726    |
| SR    | Nigel Mansell    | Ferrari          | 1:22,637    |

Der Große Preis von Ungarn in Mogyoród fand am 13. August 1989 statt und ging über eine Distanz von 77 Runden (305,5 km).
Trainingsbester wurde mit Riccardo Patrese (Williams) zum ersten und einzigen Mal in dieser Saison kein McLaren-Pilot. Zweiter wurde Ayrton Senna vor dem überraschend starken Alex Caffi, dessen mit Pirelli-Reifen ausgerüsteter Dallara sehr gut mit den hohen Temperaturen während des Qualifyings zurechtkam.
Patrese lag im Rennen lange in Führung, bis der Motor seines Williams in Folge eines beschädigten Kühlers platzte. Bei der Überrundung von Stefan Johansson konnte Nigel Mansell Senna überholen und das Rennen gewinnen.

### Großer Preis von Belgien
| Platz | Fahrer        | Team          | Zeit        |
| ----- | ------------- | ------------- | ----------- |
| 1     | Ayrton Senna  | McLaren-Honda | 1:40:54,196 |
| 2     | Alain Prost   | McLaren-Honda | + 1,304     |
| 3     | Nigel Mansell | Ferrari       | + 1,824     |
| PP    | Ayrton Senna  | McLaren-Honda | 1:50,867    |
| SR    | Alain Prost   | McLaren-Honda | 2:11,571    |

Der Große Preis von Belgien in Spa-Francorchamps fand am 27. August 1989 statt und ging über eine Distanz von 44 Runden (305,4 km).
Trainingsbester wurde Ayrton Senna (McLaren) vor seinem Teamkollegen Alain Prost. Drittplatzierter wurde Gerhard Berger mit 1,524 Sekunden Rückstand.
Senna siegte im unter nassen Bedingungen durchgeführten Rennen vor Prost und Nigel Mansell, der in Runde 9 den dritten Platz von Berger übernahm, der sich gedreht hatte und in die Leitplanken gerutscht war.

### Großer Preis von Italien
| Platz | Fahrer          | Team             | Zeit        |
| ----- | --------------- | ---------------- | ----------- |
| 1     | Alain Prost     | McLaren-Honda    | 1:19:27,550 |
| 2     | Gerhard Berger  | Ferrari          | + 7,326     |
| 3     | Thierry Boutsen | Williams-Renault | + 14,975    |
| PP    | Ayrton Senna    | McLaren-Honda    | 1:23,720    |
| SR    | Alain Prost     | McLaren-Honda    | 1:28,207    |

Der Große Preis von Italien in Monza fand am 10. September 1989 statt und ging über eine Distanz von 53 Runden (307,4 km).
Trainingsbester wurde Ayrton Senna (McLaren), dahinter folgten mit mehr als einer Sekunde Rückstand die Ferrari-Piloten Gerhard Berger und Nigel Mansell.
Senna dominierte auch das Rennen und lag deutlich in Führung, bis es in Runde 44 zu einem Motorschaden an seinem McLaren kam. Alain Prost hatte sich zwischenzeitlich an beiden Ferrari-Piloten vorbeigeschoben und übernahm die Führung vor Berger, Mansell war bereits kurz vorher mit Getriebeschaden ausgefallen. Es war Bergers erste Zielankunft seit dem Großen Preis von Australien, dem letzten Rennen der Vorsaison.

### Großer Preis von Portugal
| Platz | Fahrer           | Team          | Zeit        |
| ----- | ---------------- | ------------- | ----------- |
| 1     | Gerhard Berger   | Ferrari       | 1:36:48,546 |
| 2     | Alain Prost      | McLaren-Honda | + 32,637    |
| 3     | Stefan Johansson | Onyx-Ford     | + 55,325    |
| PP    | Ayrton Senna     | McLaren-Honda | 1:15,468    |
| SR    | Gerhard Berger   | Ferrari       | 1:18,986    |

Der Große Preis von Portugal in Estoril fand am 24. September 1989 statt und ging über eine Distanz von 71 Runden (308,9 km).
Trainingsschnellster war Ayrton Senna (McLaren) vor den beiden Ferrari-Piloten Gerhard Berger und Nigel Mansell.
Berger ging beim Start in Führung und setzte sich vom Feld ab. In Runde acht ging auch Mansell an Senna vorbei. Als Berger auf die Hinterbänkler auflief und zudem noch Reifenprobleme bekam, konnte Mansell ihn in Runde 23 überholen. In Runde 39 kam Mansell zum Boxenstopp, verpasste jedoch seine Box. Mansell legte den Rückwärtsgang ein und fuhr rückwärts zu den wartenden Mechanikern, was einen klaren Verstoß gegen die FISA-Regularien darstellte. Daraufhin wurde Mansell von der Rennleitung disqualifiziert, ihm wurde ab der 46. Runde die schwarze Flagge gezeigt. Mansell setzte das Rennen jedoch fort und kollidierte bei einem Überholversuch in Runde 49 mit dem vor ihm fahrenden Senna, was das Aus für beide Piloten bedeutete. So gewann Berger sein erstes Rennen seit dem Großen Preis von Italien 1988 vor Alain Prost und dem überraschenden Stefan Johansson.
Nach dem Rennen sprach FISA-Präsident Jean-Marie Balestre von einer Verfälschung der WM und verhängte gegen Mansell eine Sperre von einem Rennen sowie eine Geldbuße von umgerechnet rund 100.000 DM.

### Großer Preis von Spanien
| Platz | Fahrer         | Team          | Zeit        |
| ----- | -------------- | ------------- | ----------- |
| 1     | Ayrton Senna   | McLaren-Honda | 1:47:48,264 |
| 2     | Gerhard Berger | Ferrari       | + 27,051    |
| 3     | Alain Prost    | McLaren-Honda | + 53,788    |
| PP    | Ayrton Senna   | McLaren-Honda | 1:20,291    |
| SR    | Ayrton Senna   | McLaren-Honda | 1:25,779    |

Der Große Preis von Spanien in Jerez fand am 1. Oktober 1989 statt und ging über eine Distanz von 73 Runden (307,9 km).
Nigel Mansell war nach dem Großen Preis von Portugal für ein Rennen gesperrt worden, daher trat Ferrari nur mit einem Fahrzeug an. Im freien Training verunglückte Gregor Foitek nach dem Bruch des Heckflügels seines Rials schwer. Trainingsbester wurde Ayrton Senna (McLaren) vor Gerhard Berger und Alain Prost.
Senna errang einen ungefährdeten Start-Ziel-Sieg vor Berger und Prost. Emanuele Pirro lag auf Platz vier, schied aber dann nach einem Unfall aufgrund eines Krampfes im Bein aus.

### Großer Preis von Japan
| Platz | Fahrer             | Team             | Zeit        |
| ----- | ------------------ | ---------------- | ----------- |
| 1     | Alessandro Nannini | Benetton-Ford    | 1:35:06,277 |
| 2     | Riccardo Patrese   | Williams-Renault | + 11,904    |
| 3     | Thierry Boutsen    | Williams-Renault | + 13,446    |
| PP    | Ayrton Senna       | McLaren-Honda    | 1:38,041    |
| SR    | Alain Prost        | McLaren-Honda    | 1:43,506    |

Der Große Preis von Japan in Suzuka fand am 22. Oktober 1989 statt und ging über eine Distanz von 53 Runden (310,5 km).
Trainingsbester wurde Ayrton Senna (McLaren) mit mehr als 1,7 Sekunden vor Alain Prost. Der Drittplatzierte Gerhard Berger hatte bereits mehr als zwei Sekunden Rückstand.
Prost ging nach dem Start in Führung, Senna folgte ihm. Nachdem Berger mit Getriebeschaden ausgefallen war, führte das McLaren-Duo mit mehr als einer Minute vor Alessandro Nannini. In der 47. Runde griff Senna Prost vor der Triangel-Schikane an. Prost lenkte seinen Wagen noch vor der Schikane auf die Innenseite der Strecke, so dass es zur Kollision zwischen Senna und Prost kam. Die Fahrzeuge kamen nebeneinander in der Auslaufzone der Schikane zum Stehen. Prost stieg aus und ging zu Fuß zur Box zurück, während sich Senna von den Streckenposten anschieben ließ, und durch den „Notausgang“ der Schikane zurück auf die Strecke fuhr. Senna fuhr an die Box, um einen neuen Frontflügel montieren zu lassen. Dies nutzte Alessandro Nannini, um in Führung zu gehen. Senna holte den Rückstand schnell auf und überholte Nannini drei Runden vor Schluss.
Nach dem Rennen wurde der vermeintliche Sieger Senna jedoch disqualifiziert, so dass Prost vorzeitig seinen dritten Weltmeistertitel gewann.

### Großer Preis von Australien
| Platz | Fahrer             | Team             | Zeit        |
| ----- | ------------------ | ---------------- | ----------- |
| 1     | Thierry Boutsen    | Williams-Renault | 2:00:17,421 |
| 2     | Alessandro Nannini | Benetton-Ford    | + 28,658    |
| 3     | Riccardo Patrese   | Williams-Renault | + 37,683    |
| PP    | Ayrton Senna       | McLaren-Honda    | 1:16,665    |
| SR    | Satoru Nakajima    | Lotus-Judd       | 1:38,480    |

Der Große Preis von Australien in Adelaide fand am 5. November 1989 statt und ging über eine Distanz von 70 Runden (264,6 km) statt der ursprünglich geplanten 82 Runden, da das Zeitlimit von 2 Stunden erreicht wurde.
Trainingsbester wurde Ayrton Senna (McLaren) vor seinem Teamkollegen Alain Prost und Pierluigi Martini.
Das Rennen fand bei starkem Dauerregen statt. Nachdem Prost nach der ersten Runde das Rennen aufgrund der Witterungsbedingungen aufgegeben hatte, wurde das Rennen abgebrochen. Nach 30 Minuten wurde das Rennen neu gestartet, Prost trat jedoch nicht mehr an. Senna dominierte zunächst und führte mit weitem Abstand, als er bei einer Überrundung mit Martin Brundle kollidierte und ausschied. Thierry Boutsen übernahm die Führung und gewann das Rennen. Insgesamt wurden von 26 gestarteten Fahrern nur acht gewertet.

## Weltmeisterschaftswertungen
| Platz  | 1 | 2 | 3 | 4 | 5 | 6 |
| Punkte | 9 | 6 | 4 | 3 | 2 | 1 |

In der Fahrerwertung wurden die besten elf Resultate, in der Konstrukteurswertung alle Resultate gewertet.

### Fahrerwertung
| Pos. | Fahrer         | Konstrukteur     |      |      |      |      |      |      |      |      |      |      |      |      |      |      |      |      | Punkte  |
| 01   | A. Prost       | McLaren-Honda    | 2    | 2    | 2    | (5)  | 1    | DNF  | 1    | 1    | 2    | (4)  | 2    | 1    | 2    | 3    | DNF  | DNF  | 76 (81) |
| 02   | A. Senna       | McLaren-Honda    | 11   | 1    | 1    | 1    | DNF  | 7*   | DNF  | DNF  | 1    | 2    | 1    | DNF  | DNF  | 1    | DSQ  | DNF  | 60      |
| 03   | R. Patrese     | Williams-Renault | 15*  | DNF  | 15   | 2    | 2    | 2    | 3    | DNF  | 4    | DNF  | DNF  | 4    | DNF  | 5    | 2    | 3    | 40      |
| 04   | N. Mansell     | Ferrari          | 1    | DNF  | DNF  | DNF  | DNF  | DSQ  | 2    | 2    | 3    | 1    | 3    | DNF  | DSQ  | EX   | DNF  | DNF  | 38      |
| 05   | T. Boutsen     | Williams-Renault | DNF  | 4    | 10   | DNF  | 6    | 1    | DNF  | 10   | DNF  | 3    | 4    | 3    | DNF  | DNF  | 3    | 1    | 37      |
| 06   | A. Nannini     | Benetton-Ford    | 6    | 3    | 8    | 4    | DNF  | DSQ  | DNF  | 3    | DNF  | DNF  | 5    | DNF  | 4    | DNF  | 1    | 2    | 32      |
| 07   | G. Berger      | Ferrari          | DNF  | DNF  |      | DNF  | DNF  | DNF  | DNF  | DNF  | DNF  | DNF  | DNF  | 2    | 1    | 2    | DNF  | DNF  | 21      |
| 08   | N. Piquet      | Lotus-Judd       | DNF  | DNF  | DNF  | 11   | DNF  | 4    | 8    | 4    | 5    | 6    | DNQ  | DNF  | DNF  | 8    | 4    | DNF  | 12      |
| 09   | J. Alesi       | Tyrrell-Ford     |      |      |      |      |      |      | 4    | DNF  | 10   | 9    |      | 5    |      | 4    | DNF  | DNF  | 8       |
| 10   | D. Warwick     | Arrows-Ford      | 5    | 5    | DNF  | DNF  | DNF  | DNF  |      | 9    | 6    | 10   | 6    | DNF  | DNF  | 9    | 6    | DNF  | 7       |
| 11   | E. Cheever     | Arrows-Ford      | DNF  | 9    | 7    | 7    | 3    | DNF  | 7    | DNQ  | 12*  | 5    | DNF  | DNQ  | DNF  | DNF  | 8    | DNF  | 6       |
| 12   | M. Alboreto    | Tyrrell-Ford     | 10   | DNQ  | 5    | 3    | DNF  | DNF  |      |      |      |      |      |      |      |      |      |      | 6       |
| 12   | M. Alboreto    | Lola-Lamborghini |      |      |      |      |      |      |      |      | DNF  | DNF  | DNF  | DNF  | 11   | DNPQ | DNQ  | DNPQ | 0       |
| 13   | S. Johansson   | Onyx-Ford        | DNPQ | DNPQ | DNPQ | DNF  | DNF  | DSQ  | 5    | DNPQ | DNF  | DNF  | 8    | DNPQ | 3    | DNPQ | DNPQ | DNPQ | 6       |
| 14   | P. Martini     | Minardi-Ford     | DNF  | DNF  | DNF  | DNF  | DNF  | DNF  | DNF  | 5    | 9    | DNF  | 9    | 7    | 5    | DNF  |      | 6    | 5       |
| 15   | J. Herbert     | Benetton-Ford    | 4    | 11   | 14   | 15   | 5    | DNQ  |      |      |      |      |      |      |      |      |      |      | 5       |
| 15   | J. Herbert     | Tyrrell-Ford     |      |      |      |      |      |      |      |      |      |      | DNF  |      | DNQ  |      |      |      | 0       |
| 16   | A. de Cesaris  | Dallara-Ford     | 13   | 10   | 13   | DNF  | 8    | 3    | DNQ  | DNF  | 7    | DNF  | 11   | DNF  | DNF  | 7    | 10   | DNF  | 4       |
| 17   | M. Brundle     | Brabham-Judd     | DNF  | DNF  | 6    | 9    | DNF  | DNPQ | DNPQ | DNF  | 8    | 12   | DNF  | 6    | 8    | DNF  | 5    | DNF  | 4       |
| 18   | A. Caffi       | Dallara-Ford     | DNPQ | 7    | 4    | 13   | DNF  | 6    | DNF  | DNPQ | DNF  | 7    | DNF  | 11*  | DNF  | DNF  | 9    | DNF  | 4       |
| 19   | S. Modena      | Brabham-Judd     | DNF  | DNF  | 3    | 10   | DNF  | DNF  | DNF  | DNF  | DNF  | 11   | DNF  | DNQ  | 14   | DNF  | DNF  | 8    | 4       |
| 20   | M. Gugelmin    | March-Judd       | 3    | DNF  | DNF  | DNQ  | DNF  | DNF  | NC   | DNF  | DNF  | DNF  | 7    | DNF  | 10   | DNF  | 7    | 7    | 4       |
| 21   | C. Danner      | Rial-Ford        | 14   | DNQ  | DNQ  | 12   | 4    | 8    | DNQ  | DNQ  | DNQ  | DNQ  | DNQ  | DNQ  | DNQ  |      |      |      | 3       |
| 22   | S. Nakajima    | Lotus-Judd       | 8    | NC   | DNQ  | DNF  | DNF  | DNQ  | DNF  | 8    | DNF  | DNF  | DNQ  | 10*  | 7    | DNF  | DNF  | 4    | 3       |
| 23   | R. Arnoux      | Ligier-Ford      | DNQ  | DNQ  | 12   | 14   | DNQ  | 5    | DNF  | DNQ  | 11   | DNQ  | DNF  | 9    | 13   | DNQ  | DNQ  | DNF  | 2       |
| 24   | J. Palmer      | Tyrrell-Ford     | 7    | 6    | 9    | DNF  | 9*   | DNF  | 10   | DNF  | DNF  | 13   | 14   | DNF  | 6    | 10   | DNF  | DNQ  | 2       |
| 25   | E. Pirro       | Benetton-Ford    |      |      |      |      |      |      | 9    | 11   | DNF  | 8    | 10   | DNF  | DNF  | DNF  | DNF  | 5    | 2       |
| 26   | P. Alliot      | Lola-Lamborghini | 12   | DNF  | DNF  | NC   | DNF  | DNF  | DNF  | DNF  | DNF  | DNPQ | 16*  | DNF  | 9    | 6    | DNF  | DNF  | 1       |
| 27   | G. Tarquini    | AGS-Ford         |      | 8    | DNF  | 6    | 7    | DNF  | DNF  | DNQ  | DNPQ | DNPQ | DNPQ | DNPQ | DNPQ | DNPQ | DNPQ | DNPQ | 1       |
| 28   | L. P. Sala     | Minardi-Ford     | DNF  | DNF  | DNF  | DNQ  | DNF  | DNF  | DNQ  | 6    | DNQ  | DNF  | 15   | 8    | 12   | DNF  | DNF  | DNQ  | 1       |
| 29   | O. Grouillard  | Ligier-Ford      | 9    | DSQ  | DNF  | 8    | DNQ  | DNQ  | 6    | 7    | DNF  | DNQ  | 13   | DNF  | DNQ  | DNF  | DNF  | DNF  | 1       |
| 30   | I. Capelli     | March-Judd       | DNF  | DNF  | 11   | DNF  | DNF  | DNF  | DNF  | DNF  | DNF  | DNF  | 12   | DNF  | DNF  | DNF  | DNF  | DNF  | 0       |
| 31   | É. Bernard     | Lola-Lamborghini |      |      |      |      |      |      | 11   | DNF  |      |      |      |      |      |      |      |      | 0       |
| 32   | B. Gachot      | Onyx-Ford        | DNPQ | DNPQ | DNPQ | DNPQ | DNPQ | DNPQ | 13*  | 12   | DNQ  | DNF  | DNF  | DNF  |      |      |      |      | 0       |
| 32   | B. Gachot      | Rial-Ford        |      |      |      |      |      |      |      |      |      |      |      |      |      |      | DNQ  | DNQ  | 0       |
| 33   | N. Larini      | Osella-Ford      | DSQ  | 12*  | DNPQ | DNPQ | DNPQ | DNF  | DNPQ | DNF  | DNPQ | DNPQ | DNPQ | DNF  | DNPQ | DNF  | DNF  | DNF  | 0       |
| 34   | M. Donnelly    | Arrows-Ford      |      |      |      |      |      |      | 12   |      |      |      |      |      |      |      |      |      | 0       |
| –    | R. Moreno      | Coloni-Ford      | DNQ  | DNQ  | DNF  | DNQ  | DNQ  | DNF  | DNQ  | DNF  | DNPQ | DNPQ | DNPQ | DNPQ | DNF  | DNPQ | DNPQ | DNPQ | 0       |
| –    | JJ Lehto       | Onyx-Ford        |      |      |      |      |      |      |      |      |      |      |      |      | DNPQ | DNF  | DNPQ | DNF  | 0       |
| –    | P. Ghinzani    | Osella-Ford      | DNPQ | DNPQ | DNPQ | DNPQ | DNPQ | DNPQ | DNPQ | DNPQ | DNPQ | DNF  | DNPQ | DNPQ | DNPQ | DNF  | DNPQ | DNF  | 0       |
| –    | B. Schneider   | Zakspeed-Yamaha  | DNF  | DNPQ | DNPQ | DNPQ | DNPQ | DNPQ | DNPQ | DNPQ | DNPQ | DNPQ | DNPQ | DNPQ | DNPQ | DNPQ | DNF  | DNPQ | 0       |
| –    | P.-H. Raphanel | Coloni-Ford      | DNPQ | DNPQ | DNF  | DNPQ | DNPQ | DNPQ | DNPQ | DNPQ | DNPQ | DNPQ |      |      |      |      |      |      | 0       |
| –    | P.-H. Raphanel | Rial-Ford        |      |      |      |      |      |      |      |      |      |      | DNQ  | DNQ  | DNQ  | DNQ  | DNQ  | DNQ  | 0       |
| –    | Y. Dalmas      | Lola-Lamborghini | DNQ  | DNF  | DNQ  | DNQ  | DNQ  | DNQ  |      |      |      |      |      |      |      |      |      |      | 0       |
| –    | Y. Dalmas      | AGS-Ford         |      |      |      |      |      |      |      | DNPQ | DNPQ | DNPQ | DNPQ | DNPQ | DNPQ | DNPQ | DNPQ | DNPQ | 0       |
| –    | P. Barilla     | Minardi-Ford     |      |      |      |      |      |      |      |      |      |      |      |      |      |      | DNF  |      | 0       |
| –    | V. Weidler     | Rial-Ford        | DNPQ | DNPQ | DNPQ | DNPQ | DNPQ | DNPQ | DNPQ | DNPQ | DSQ  | DNQ  |      |      |      |      |      |      | 0       |
| –    | G. Foitek      | EuroBrun-Judd    | DNPQ | DNPQ | DNPQ | DNPQ | DNPQ | DNPQ | DNPQ | DNPQ | DNPQ | DNPQ | DNPQ |      |      |      |      |      | 0       |
| –    | G. Foitek      | Rial-Ford        |      |      |      |      |      |      |      |      |      |      |      |      |      | DNQ  |      |      | 0       |
| –    | A. Suzuki      | Zakspeed-Yamaha  | DNPQ | DNPQ | DNPQ | DNPQ | DNPQ | DNPQ | DNPQ | DNPQ | DNPQ | DNPQ | DNPQ | DNPQ | DNPQ | DNPQ | DNPQ | DNPQ | 0       |
| –    | J. Winkelhock  | AGS-Ford         | DNPQ | DNPQ | DNPQ | DNPQ | DNPQ | DNPQ | DNPQ |      |      |      |      |      |      |      |      |      | 0       |
| –    | E. Bertaggia   | Coloni-Ford      |      |      |      |      |      |      |      |      |      |      | DNPQ | DNPQ | DNPQ | DNPQ | DNPQ | DNPQ | 0       |
| –    | O. Larrauri    | EuroBrun-Judd    |      |      |      |      |      |      |      |      |      |      |      | DNPQ | DNPQ | DNPQ | DNPQ | DNPQ | 0       |

| Legende  | Legende            | Legende                                                          |
| Farbe    | Abkürzung          | Bedeutung                                                        |
| -------- | ------------------ | ---------------------------------------------------------------- |
| Gold     | –                  | Sieg                                                             |
| Silber   | –                  | 2. Platz                                                         |
| Bronze   | –                  | 3. Platz                                                         |
| Grün     | –                  | Platzierung in den Punkten                                       |
| Blau     | –                  | Klassifiziert außerhalb der Punkteränge                          |
| Violett  | DNF                | Rennen nicht beendet (did not finish)                            |
| Violett  | NC                 | nicht klassifiziert (not classified)                             |
| Rot      | DNQ                | nicht qualifiziert (did not qualify)                             |
| Rot      | DNPQ               | in Vorqualifikation gescheitert (did not pre-qualify)            |
| Schwarz  | DSQ                | disqualifiziert (disqualified)                                   |
| Weiß     | DNS                | nicht am Start (did not start)                                   |
| Weiß     | WD                 | zurückgezogen (withdrawn)                                        |
| Hellblau | PO                 | nur am Training teilgenommen (practiced only)                    |
| Hellblau | TD                 | Freitags-Testfahrer (test driver)                                |
| ohne     | DNP                | nicht am Training teilgenommen (did not practice)                |
| ohne     | INJ                | verletzt oder krank (injured)                                    |
| ohne     | EX                 | ausgeschlossen (excluded)                                        |
| ohne     | DNA                | nicht erschienen (did not arrive)                                |
| ohne     | C                  | Rennen abgesagt (cancelled)                                      |
| ohne     | keine WM-Teilnahme |                                                                  |
| sonstige | P/fett             | Pole-Position                                                    |
| sonstige | 1/2/3/4/5/6/7/8    | Punktplatzierung im Sprint-/Qualifikationsrennen                 |
| sonstige | SR/kursiv          | Schnellste Rennrunde                                             |
| sonstige | *                  | nicht im Ziel, aufgrund der zurückgelegten Distanz aber gewertet |
| sonstige | ()                 | Streichresultate                                                 |
| sonstige | unterstrichen      | Führender in der Gesamtwertung                                   |

### Konstrukteurswertung

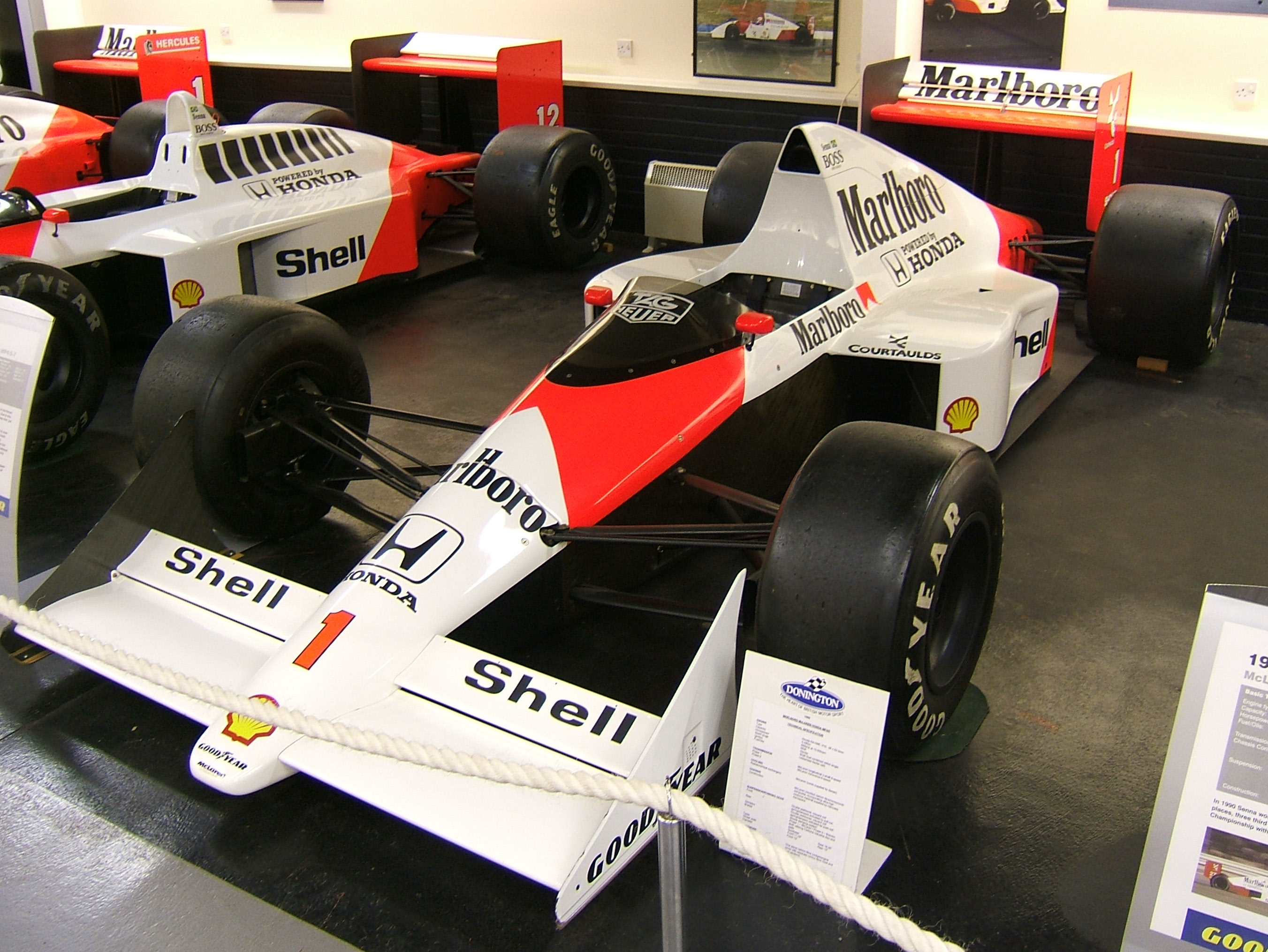
McLaren MP4/5 Honda von 1989

| Pos. | Konstrukteur     | Punkte |
| ---- | ---------------- | ------ |
| 1    | McLaren-Honda    | 141    |
| 2    | Williams-Renault | 77     |
| 3    | Ferrari          | 59     |
| 4    | Benetton-Ford    | 39     |
| 5    | Tyrrell-Ford     | 16     |
| 6    | Lotus-Judd       | 15     |
| 7    | Arrows-Ford      | 13     |
| 8    | Dallara-Ford     | 8      |
| 9    | Brabham-Judd     | 8      |
| 10   | Onyx-Ford        | 6      |

| Pos. | Konstrukteur     | Punkte |
| ---- | ---------------- | ------ |
| 11   | Minardi-Ford     | 6      |
| 12   | March-Judd       | 4      |
| 13   | Rial-Ford        | 3      |
| 14   | Ligier-Ford      | 3      |
| 15   | AGS-Ford         | 1      |
| 16   | Lola-Lamborghini | 1      |
| 17   | Osella-Ford      | 0      |
| –    | Coloni-Ford      | 0      |
| –    | Zakspeed-Yamaha  | 0      |
| –    | EuroBrun-Ford    | 0      |

## Kurzmeldungen Formel 1
- In der Formel 1 wurden die Turbos von 3,5-Liter-Saugmotoren abgelöst.
- Diese Formel-1-Saison ging als die mit den meisten Fahrern ein, nämlich 47.
- Ferrari gewann das erste Saugmotor-Rennen mit halbautomatischem Getriebe.
- Gerhard Berger überlebte einen schweren Feuerunfall in Imola.
- Alain Prost wurde nach einer Kollision mit seinem Teamkollegen Ayrton Senna, der nach dem Rennen disqualifiziert wurde, in Suzuka Weltmeister.
- Mit Alain Prost (Weltmeister 1985 und 1986) und Ayrton Senna (Weltmeister 1988) fuhren zwei Formel-1-Weltmeister in demselben Team. Diese Konstellation ergab sich erst nach 21 Jahren in der Saison 2010 mit Lewis Hamilton und Jenson Button wieder.